# Communauté d'agglomération de la Provence Verte
Agglomération Provence Verte est une communauté d'agglomération française, située dans le département du  Var et la région Provence-Alpes-Côte d'Azur.
Elle est née de la fusion des communautés de communes Comté de Provence, Sainte-Baume Mont-Aurélien et du Val d'Issole.

## Historique
Le projet de schéma départemental de coopération intercommunale de 2015 souhaite une fusion des trois communautés de communes Comté de Provence,  Sainte-Baume Mont-Aurélien et du Val d'Issole pour constituer une communauté d'agglomération de 96 752 habitants en 2018, articulée autour des pôles urbains de Brignoles et Saint-Maximin-la-Sainte-Baume .
L'arrêté de création est pris le 5 juillet 2016 et prend effet le 1er janvier 2017.

## Territoire communautaire

### Composition
La communauté d'agglomération est composée des 28 communes suivantes :

| Nom                           | Code Insee | Gentilé          | Superficie (km2) | Population (dernière pop. légale) | Densité (hab./km2) |
| ----------------------------- | ---------- | ---------------- | ---------------- | --------------------------------- | ------------------ |
| Brignoles (siège)             | 83023      | Brignolais       | 70,53            | 17 846 (2022)                     | 253                |
| Bras                          | 83021      | Brassois         | 34,93            | 2 617 (2022)                      | 75                 |
| Camps-la-Source               | 83030      | Campsois         | 22,47            | 1 920 (2022)                      | 85                 |
| Carcès                        | 83032      | Carçois          | 35,76            | 3 407 (2022)                      | 95                 |
| La Celle                      | 83037      | Cellois          | 21               | 1 647 (2022)                      | 78                 |
| Châteauvert                   | 83039      | Castelverdois    | 27,52            | 144 (2022)                        | 5,2                |
| Correns                       | 83045      | Corrensois       | 37,06            | 891 (2022)                        | 24                 |
| Cotignac                      | 83046      | Cotignacéens     | 44,26            | 2 166 (2022)                      | 49                 |
| Entrecasteaux                 | 83051      | Entrecastelains  | 32,11            | 1 132 (2022)                      | 35                 |
| Forcalqueiret                 | 83059      | Forcalqueirois   | 10,33            | 3 353 (2022)                      | 325                |
| Garéoult                      | 83064      | Garéoultais      | 15,75            | 5 579 (2022)                      | 354                |
| Mazaugues                     | 83076      | Mazauguais       | 53,79            | 894 (2022)                        | 17                 |
| Méounes-lès-Montrieux         | 83077      | Méounais         | 40,92            | 2 260 (2022)                      | 55                 |
| Montfort-sur-Argens           | 83083      | Montfortais      | 11,92            | 1 464 (2022)                      | 123                |
| Nans-les-Pins                 | 83087      | Nansais          | 47,99            | 5 090 (2022)                      | 106                |
| Néoules                       | 83088      | Néoulais         | 25,08            | 2 956 (2022)                      | 118                |
| Ollières                      | 83089      | Olliérois        | 39,66            | 638 (2022)                        | 16                 |
| Plan-d'Aups-Sainte-Baume      | 83093      | Plandalens       | 24,91            | 2 430 (2022)                      | 98                 |
| Pourcieux                     | 83096      | Pourciérains     | 21,23            | 1 564 (2022)                      | 74                 |
| Pourrières                    | 83097      | Pourriérois      | 56,32            | 5 620 (2022)                      | 100                |
| Rocbaron                      | 83106      | Rocbaronnais     | 20,28            | 5 489 (2022)                      | 271                |
| La Roquebrussanne             | 83108      | Roquiers         | 37,05            | 2 199 (2022)                      | 59                 |
| Rougiers                      | 83110      | Rogiérois        | 20,53            | 1 700 (2022)                      | 83                 |
| Saint-Maximin-la-Sainte-Baume | 83116      | Saint-Maximinois | 64,13            | 17 691 (2022)                     | 276                |
| Sainte-Anastasie-sur-Issole   | 83111      | Saintanastasiens | 10,71            | 2 138 (2022)                      | 200                |
| Tourves                       | 83140      | Tourvains        | 65,62            | 5 220 (2022)                      | 80                 |
| Le Val                        | 83143      | Valois           | 39,34            | 4 257 (2022)                      | 108                |
| Vins-sur-Caramy               | 83151      | Vinsois          | 16,3             | 936 (2022)                        | 57                 |

### Démographie
| 1968   | 1975   | 1982   | 1990   | 1999   | 2010   | 2015   | 2021    |
| ------ | ------ | ------ | ------ | ------ | ------ | ------ | ------- |
| 28 110 | 31 379 | 38 931 | 54 945 | 69 361 | 89 787 | 96 752 | 101 989 |

## Administration

### Siège
Le siège de la communauté d'agglomération est fixé sur l'ancienne route nationale 554, au Quartier de Paris, à Brignoles.

### Les élus
Le conseil communautaire de la communauté d'agglomération se compose de 52 conseillers, représentant chacune des communes membres et élus pour une durée de six ans.
Ils sont répartis comme suit :
| Nombre de conseillers | Communes                                             |
| --------------------- | ---------------------------------------------------- |
| 10                    | Brignoles                                            |
| 9                     | Saint-Maximin-la-Sainte-Baume                        |
| 3                     | Garéoult                                             |
| 2                     | Nans-les-Pins, Pourrières, Rocbaron, Tourves, Le Val |
| 1 (+1 suppléant)      | les 20 autres communes                               |

### Présidence
À la suite des élections municipales de 2020, un nouveau bureau communautaire est constitué le 11 juillet 2020. Didier Brémond est élu président par 51 voix et un bulletin blanc.
Le bureau communautaire se compose du président, de 15 vice-présidents et 1 conseiller délégué.
|     | Identité             | Qualité                        | Délégation                                                 |
| --- | -------------------- | ------------------------------ | ---------------------------------------------------------- |
| 1er | Gérard Fabre         | Maire de Garéoult              | Délégué aux affaires générales                             |
| 3e  | Jean-Claude Felix    | Maire de Rocbaron              | Délégué au Tourisme                                        |
| 4e  | Romain Debray        | Maire d’Entrecasteaux          | Délégué à la petite enfance                                |
| 6e  | Sébastien Bourlin    | Maire de Pourrières            | Délégué aux finances                                       |
| 7e  | Jean-Michel Constans | Maire de Tourves               | Délégué aux transports et Mobilités                        |
| 8e  | Jérémy Giuliano      | Maire de Le Val                | Délégué à l'environnement, air, climat et énergie          |
| 9e  | Franck Pero          | Maire de Bras                  | Délégué à l'eau, assainissement collectif et non collectif |
| 10e | Jean-Pierre Veran    | Maire de Cotignac              | Délégué à l'Habitat et gens du voyage                      |
| 11e | Jean-Martin Guisiano | Maire de Méounes-les-Montrieux | Délégué aux politiques contractuelles                      |
| 12e | Ollivier Artuphel    | Maire de Nans-les-Pins         | Délégué aux Forêts et politiques paysagères                |
| 13e | Serge Lourdes        | Maire de Châteauvert           | Délégué à la Culture                                       |
| 14e | Éric Audibert        | Maire de Montfort-sur-Argens   | Délégué à l'Agriculture                                    |
| 15e | Jacques Paul         | Maire de La Celle              | Délégué au GEMAPI                                          |

| Période          | Période                       | Identité       | Étiquette | Qualité                                                              |
| ---------------- | ----------------------------- | -------------- | --------- | -------------------------------------------------------------------- |
| 13 janvier 2017  | 7 décembre 2018               | Josette Pons   | LR        | Maire de Brignoles (2014 → 2017) Députée du Var (2002 → 2017)        |
| 14 décembre 2018 | En cours (au 11 juillet 2020) | Didier Brémond | LR        | Maire de Brignoles (2017 → ) Président du Syndicat Mixte de l’Argens |

### Compétences
La structure adhère au Syndicat de Valorisation et d'Elimination des Déchets Nouvelle Génération (SIVED NG).

### Budget et fiscalité
Le régime fiscal de la communauté d'agglomération est la fiscalité professionnelle unique (FPU).
La Dotation générale de fonctionnement de l'EPCI fusionné aurait été en 2015 supérieure de 55% par rapport à la somme des DGF des trois intercommunalités. Le périmètre est arrêté en mars 2016.
Données consolidées "Budget principal et budgets annexes" : Comptes individuels des communes et des groupements à fiscalité propre :
- Communauté de communes Comté de Provence.
- Communauté de communes Sainte-Baume, Mont Aurélien
- Communauté de communes Val d'Issole